# 學生獨立聯盟
學生獨立聯盟（英語：Students Independence Union）是一個香港已解散獨派組織，最後一任召集人為前公民黨成員陳家駒。

## 成立宗旨
該聯盟宗旨為全力協助所有院校成立校內學生組織，由校內問題至及社會矛盾，提升學生應對強權不公義的反抗能力，將聯合學界投入發展香港即將斷層的本土文化以及準備即將發生的大型抗爭。

## 事件

### 國歌法公聽會被趕出會議廳
2018年5月5日，召集人陳家駒在公聽會上指責國歌法使香港年輕人成為中華人民共和國國歌歌詞中「人民奴隸」，認為根本不能尊重國歌。在發言結束時，陳高喊「香港獨立，以死相搏」並企圖展示「Hong Kong Is Not China」旗幟，但被主持會議的周浩鼎下令驅逐出會議廳。

### 聲援旺角騷亂被告
2018年5月26日，學生獨立聯盟在旺角西洋菜南街發起名為「睇住香港，旺角公義！」主題的集會，並在集會開始前，在其專頁寫著「今晚八點 一齊宣判『義士』無罪」。

### 留守英國駐港領事館
2018年7月1日，學生獨立聯盟發起包圍英國駐香港總領事館行動，並要求與駐港領事會面和向英方指出中國違反《中英聯合聲明》。期間，兩次與警方發生衝突，學獨聯人士堅持不離開，認為是「和平集會」。經過3日2夜的留守，英方派出官員從領事館接受學獨聯的請願信。

### 狙擊書展「三中商」攤檔
2018年7月23日，基督徒社工呂智恆等人士，到在香港會議展覽中心舉行的香港書展「三中商」即三聯書店、中華書局及商務印書館檔位前派發和宣讀《香港一八憲章》，學生獨立聯盟隨後加入高叫口號指中聯辦透過「三中商」操縱香港書刊出版業，期後與保安衝突。卒由保安帶離會展，警員登記呂智恆個人資料後各人離去。

### 聲援香港民族黨示威
2018年8月14日，香港民族黨召集人陳浩天接受香港外國記者會邀請演講，演講前幾天有建制派愛國份子聲稱要「剷平外國記者會」，學獨聯仍在陳浩天演講前一天深夜於其面書專頁貼出圖片，號召支持者到香港外國記者會聲援陳浩天，演講當天學獨聯召集人陳家駒與警方交涉指，期望能到達香港外國記者會門外聲援陳浩天，被警方抬到距離香港外國記者會更遠的東耀商業大廈門外。

### 天星碼頭圍剿大媽表演團事件
旺角西洋菜南街行人專用區「殺街」後，原先在行人專用區被指為噪音源頭的大媽表演團，移師到尖沙咀天星碼頭空地繼續賣藝，載歌載舞，但未見他們把聲量減低，有網民帶同分貝儀及攝影機進行測量及拍攝，期間有大媽直指一名網民偷拍其裙底，並指自己為：「我是新移民，不懂香港法律！」除了有大媽指責網民偷拍其裙底外，另有傳指有大媽企圖向一名要求其降低聲量的少年施襲，網民們怨聲載道，有呼聲希望有人再次舉辦「光復行動」驅趕大媽。
其後，學生獨立聯盟於其facebook專頁號召群眾於2018年8月11日「光復天星碼頭」，但卻遭到曾為本土派，現主張永續《基本法》的熱血時報狙擊，熱血時報創辦人黃洋達於其早晨節目大香港早晨指學生獨立聯盟曾在香港書展到其熱血時報檔位搗亂，但他本人及其檔位絲毫無損，質疑陳家駒行動之能力。
行動當天，學生獨立聯盟陳家駒及一百名支持者㩦同兩個掛有「請勿行乞」告示的晾衫架出現，攔在五枝旗桿旁的一檔大媽檔，導致其不能繼續表演，雙方叫罵，場面一度混亂。不久後，該檔大媽檔中的一干人等全數被警員護送離開。
行動幾天後，大媽故態復萌，學生獨立聯盟再度於2018年8月18日號召支持者到尖沙咀天星碼頭監察大媽，陳家駒及其成員再度㩦同一個掛有「請勿行乞」告示的晾衫架，於天星碼頭及一旁巡視，事件中有兩檔大媽被驅離，過程中並沒有發生衝突及指罵。

### 在美國駐港領事館外示威
2018年10月14日，在反對「明日大嶼」填海計劃後，到晚上7時約100人由政府總部前往美國駐港總領事館集會靜坐。到15日清晨大批警員到場，要求搜查示威者隨身物品時，僅聯盟召集人陳家駒一人堅持留守至有職員接請願信才離開。警方先後三度高舉黃旗，並以攝錄機拍下示威者容貌。

### 理工大學民主牆事件
2019年3月1日，香港理工大學紀律聆訊委員會通知聆訊結果，屬於「學生獨立聯盟」骨幹成員的護理系碩士生何俊謙被罰即時退學並永久不被理大錄取。
根據判決書，何俊謙因於2018年10月4日出言譴責當時任暫任副校長的沈岐平和學務長莫志明「你哋收共產黨錢收得咁過癮，舐共舐得你哋咁開心呀啦，屎忽鬼」而被裁定為誹謗。

### 撤銷運作
因應國安法，以及領導離港，聯盟宣布在2020年6月30日解散。

## 著名成員
- 陳家駒
- 何俊謙

## 外部連結
- 學生獨立聯盟的Facebook專頁
- 學生獨立聯盟的Instagram帳戶